# Río Matapuercas
El río Matapuercas es un río del sur de la península ibérica perteneciente a la cuenca hidrográfica del Guadalquivir, que discurre en su totalidad por el territorio del norte de la provincia de Córdoba (España). 

## Curso
El Matapuercas nace en Sierra Morena, en el término municipal de Villanueva de Córdoba. Realiza un recorrido en dirección norte-sur a lo largo de unos 25 km atravesando los Montes Comunales hasta su desembocadura en el río Varas en el paraje del Vado de las Juntas, en el término de Adamuz.

## Patrimonio
De los 15 molinos harineros catalogados en la cuenca del Guadalmellato, cinco de ellos se encuentran en el río Matapuercas y otros siete en dos de sus afluentes: el arroyo de la Fuente del Sordo y el arroyo de las Almagreras.